# چسوکا
چسوکا (به لاتین: Trzęsówka) یک روستای لهستان در لهستان است که در Gmina Cmolas واقع شده‌است.

## خصوصیات
چسوکا ۳٬۰۰۰ نفر جمعیت دارد.